# Mission San Diego (Tranvía de San Diego)
Mission San Diego es una estación del Trolley de San Diego localizada en Grantivlle, barrio de San Diego, California funciona con la línea Verde. La estación de la que procede a esta estación es Estadio Qualcomm y la estación siguiente es Grantville. Desde 2005 a 1997, esta era la terminal de la LInea Azul..

## Zona
La estación se encuentra localizada en Rancho Mission Road, Ward Road y cerca de la Interestatal 15 y Camino Del Río

## Conexiones
La estación no cuenta con conexiones directas de rutas, sin embargo las rutas cercanas son la Ruta 14 y 18. 